# Bourse subcutanée de la tubérosité tibiale
La bourse subcutanée de la tubérosité tibiale (ou bourse sous-cutanée de la tubérosité tibiale ou bourse prétibiale superficielle) est une bourse synoviale du membre inférieur située au niveau du genou.

## Description
La bourse subcutanée de la tubérosité tibiale est située entre la tubérosité du tibia et la peau.